# Cityfesten
Cityfesten, Gävle Cityfest, är en stadsfestival i Gävle, arrangerad första gången i augusti 1993. Festivalen hålls alltid i slutet av vecka 32, vilken sägs vara en av sommarens solsäkraste helger i Gävle.
Till skillnad från många andra stadsfestivaler tar Cityfesten inget inträde och musikframträdanden har en underordnad roll i festivalen. I stället är fokus på "folkfest" med tivoli, knallar, öltält och ambulerande snabbmatsförsäljare. Festivalen beräknas ha ca 120 000 unika besökare varje år och kallar sig "Sveriges största gratisfestival".
Cityfesten anordnas av en arrangörsgrupp inom den lokala Folkets hus-rörelsen och finansieras genom sponsring, avgifter från deltagande näringsidkare och företagsevenemang.
Den första cityfesten som anordnades 1993 över helgen bestod då av en scen på torget där artister som Niklas Strömstedt, Johan Norberg, Peter LeMarc och Thomas Di Leva uppträdde. Den internationella kulturföreningen i Gävle anordnade mat från jordens alla hörn längs Rådhusesplanaden där man kunde köpa vad man ville från olika matstånd. Cityfesten har sedan dess gått ifrån konceptet med stora artister och internationell matkultur men ändå varit en årligen återkommande stadsfestival som uppskattas av många besökare från Gästrikland med omnejd.
Det arrangörsbolag, Gävle Cityfest AB, som till och med 2006 anordnade festen överlät vid årsskiftet 2006/2007 verksamheten åt Folkets hus. Enligt arrangörerna gjordes det för att bredda verksamheten men en bidragande orsak kan också ha varit att aktiebolag anses vara vinstinriktade verksamheter och därför, enligt Ordningslagen, måste bekosta en eventuellt utökad polisinsats under evenemanget. Folkets hus-rörelsen menar att de i grunden en ideell förening och därför inte behöver betala. Polismyndigheten i Gävleborg menar dock att Folkets hus-rörelsen är att betrakta som en vinstinriktad organisation i och med att den är klassad som ekonomisk förening.